# Heti Hetes
A Heti Hetes az RTL Klub kereskedelmi televíziócsatornán 1999 szeptemberétől 2016 decemberéig futott közéleti szórakoztató műsor volt. Eredetileg péntek, aztán szombat, 2005-től pedig vasárnap késő este tűzték műsorra. A műsort 2005. augusztus 26-tól a megszűnésig péntek esténként vették fel a Média Center Campona stúdióközpontban, előtte a Fehérvári úti volt RTL Klub (Philips)-székházban rögzítették csütörtökönként. Műsorvezetője a második évadtól Jáksó László, előtte Csiszár Jenő töltötte be ezt a szerepet.
2012 októberétől a műsor az RTL2 csatornára költözött át. Az RTL2-n 22:00-kor volt látható. 2017-re 40 helyett már csak 16 adást terveztek március–április és október–november felosztással, ezzel megváltoztatva a műsort, azonban 2017. február 22-én bejelentették, hogy megszűnik a Heti Hetes.

## Története, jellege
A műsor formátuma a német RTL csatorna 1996 és 2005 között futó 7 Tage – 7 Köpfe című műsorának kissé módosított változata, amelyben a résztvevők az adott hét aktuális érdekes híreire reagálnak. A műsor hazai elődjének leginkább a történelmi Magyar Rádióban Rádiókabaré Kft. címmel havonta jelentkezett műsor tekinthető, amelyben Verebes István, Déri János, Farkasházy Tivadar, Fábry Sándor és más, alkalmanként változó humorista reflektált az előző hónap közéleti eseményeire.
1998-ban Árpa Attila ajánlotta Ónodi György figyelmébe a német show-t, amelyet egy videokazettán adott át neki. A műsor leendő magyar változatának ekkor még csak ideiglenes címe volt a Heti Hetes. Ónodinak tetszett az ötlet és a cím is. 
| „              | Megnéztem a kazettát, és úgy gondoltam, hogy az ötlet remek, csak Magyarországon ennek a műfajnak más hagyományai vannak. A németeknél minden előre ki volt találva, a poénok katonái rendben várták, hogy a megadott pillanatban elsüssék azokat, a hírek kommentárjai, élcei előre megírva sorakoztak felolvasóik kezében, én viszont tudtam, hogy nálunk erre nincs szükség. Itt kell hat plusz egy jópofa figura, aki - követve a magyar humor százéves hagyományát - dumál, anekdotázik, ahogy egykor a kávéházakban volt szokás. | ” |
| – Ónodi György | |   |

A műsor szereplőit a Fészek Művészklub éttermi beszélgetései alapján választották ki. Tavasztól őszig a Fészekben tartott a mustra, ebéddel összekötve. Ónodi György körülbelül hetven célszeméllyel ebédelt együtt, egy egész nyár kellett ahhoz, hogy kiválassza az asztaltársaságot. Minden második nap jöttek az ismert emberek, színészek, Garas Dezsőtől Hernádi Gyuláig.
A híreken túl a kötetlen jellegű beszélgetések anekdotázásokra, a szereplők egyéni tulajdonságaiból és érdeklődési köréből fakadó, egymás közti kifigurázására is alkalmat adnak. Kétségtelenül ez volt a produkció fő humorforrása és a népszerűségének legfontosabb eleme. Számos ilyen humortéma akár több éves múltra is visszatekint, mint például Farkasházy Tivadar beszédhibája és „unalmas”, „zavaros” történetei, netán az alkalmanként feltűnő Kern András „elfogott levelei”, vagy épp a műsorvezető, Jáksó László „nőhiánya”. A már távozott tagok közül Havas Henrik „polihisztorsága”, és Alföldi Róbert állatszeretete, illetve „pintyporszívózása”, Bajor Imre „alkoholizmusa” és majdani „kopaszsága”, Hajós András „tehetségtelensége” is emlékezetes maradt. De az újabb tagoknál is akadnak hasonlók, például Ábel Anita, azaz „Julcsi", gyermekszínészi karrierje, Para-Kovács Imre „tahósága", valamint a 2015-ben leigazolt Varnus Xavér „halott barátai". Ezen csipkelődések során a szereplők is közelebb kerültek a nézők szívéhez, amit a videómegosztókon és egyéb véleménynyilvánításra alkalmas felületeken hagyott, nagyszámú pozitív visszajelzés igazol.
A Heti Hetes tagjai (Hajós András, Hajdu Steve, Bajor Imre, Farkasházy Tivadar, Hernádi Judit, Kern András) 2009-ben, a műsor fennállásának 10. évfordulóján a Vacsoracsatában is szerepeltek. A hét győztese Hernádi lett.
2011 szeptemberében meghirdették a „Civil Heti Hetes” nevű játékot, ahova vállalkozó kedvű magánszemélyek jelentkezhettek, hogy kiválogatás után később a műsorban szerepeltessék az állandó szereplőkhöz hasonló, szellemesebb, viccesebb, érdekesebb jelentkezőket. Az előválogatás után november végétől egészen 2012 márciusáig átmenetileg felfüggesztették a műsor készítését, hogy a rostán fennmaradt civil jelentkezőket beszoktassák a műsorstruktúrába. Ez idő alatt a szereplők két élőestes fellépésen vettek részt december végén, de ebből sem készült tévéműsor. A döntés mögött valószínűleg a csatorna anyagi megtakarítási szándéka állt. Márciustól kora nyárig a műsor ismét látható volt, majd a szokásos nyári szünet következett.
A nyári szünet után a műsor október 7-től folytatódott az 502. adással, ami még az RTL-en volt látható, majd utána került az újonnan megalakult RTL2-re, de mivel az új adó kezdetben nem volt fogható a legelterjedtebb kábelszolgáltatóknál, az őszi adásokat a csatornán a legtöbben nem tudták követni. 2013 januárjától viszont már elérhetővé vált a legelterjedtebb kábelszolgáltatók kínálatában is. A civil műsor tervét közben ejtették.
2013-2016 között minden nyáron (különböző koncepciók alapján) Best of adásokat állítottak össze, amelyet az RTL+ adott.
A Heti Hetes első, 2014. szeptember 7-i különkiadásának apropója a társulat alaptagja, Bajor Imre halála volt. Ebben az adásban Bajor székét üresen és sötéten hagyták, és több év után visszatért az adásba Hernádi Judit, Havas Henrik és Hajós András. Az adásból elhagyták a főcímet, és Bajor legemlékezetesebb megnyilvánulásaiból válogattak, azokat véleményezték. Ebben az évben távozott a műsorból a legtöbb régebb óta ismert állandó vendég.
2017. február 22-én derült ki, hogy a műsor megszűnik. Először Para-Kovács Imre írt erről a Facebookon, majd nem sokkal később Kolosi Péter, az RTL Magyarország vezérigazgató-helyettese is megerősítette a hírt. Kolosi közölte, hogy a műsor olyan mértékű átalakítást igényelne, ami miatt már nem is lenne Heti Hetes. Ónodi Györgynek, a műsor producerének már korábban szólt az RTL, hogy nem kérnek több részt, a műsor előző év végén anélkül ért véget, hogy tudták volna, hogy nem lesz folytatás, Ónodi ezért egy Bors interjúban köszönt el a nézőktől.
2020 végén Gulyás Márton Partizán című videocsatornáján egy műsor erejéig újra egy stúdióba hívta: Gálvölgyi Jánost, Hernádi Juditot, Havas Henriket, Hajós Andrást, az állandó beugró Kéri Lászlót és a főszerkesztőt, Ónodi Györgyöt.
Utóbb egy 2025. május 3-i műsorral foglalkozó podcast-beszélgetésben Réz András esztéta úgy ítélte meg, hogy a műsor a korábbi idők kabaréinak stílusát idézte meg, ahol színvonalasabb módon, riposztokkal figuráznak ki embereket, helyzeteket, ennek azonban az ezredforduló utáni digitalizáció mellett idővel egyre kevésbé volt közönsége, mivel 17 év alatt a megváltozott tartalomfogyasztási szokások miatt más stílusú szórakozási műfajok váltak népszerűvé. Ugyanitt Farkasházy Tivadar és Gálvölgyi János a visszaemlékezéseik mellett kifogásolták, hogy szerintük a műsor befejezésekor az RTL nem volt elég méltányos Ónodi Györggyel, aki ennyi időn keresztül dolgozott a műsorért; nem zárták ki azt sem, hogy Ónodi 2024-es halála a műsor végének közvetett következménye volt, miután emiatt ellényegtelenült.

## A műsor szereplői

### „Állandó” tagok
| Név                | Foglalkozás               | Részvételi idő |
| ------------------ | ------------------------- | -------------- |
| Gálvölgyi János    | színész, humorista        | 1999 – 2016    |
| Farkasházy Tivadar | újságíró, humorista       | 1999 – 2016    |
| Jáksó László       | műsorvezető               | 2000 – 2016    |
| Hajdu Steve        | színész                   | 2007 – 2016    |
| Ceglédi Zoltán     | politikai elemző          | 2014 – 2016    |
| Para-Kovács Imre   | újságíró                  | 2014 – 2016    |
| Papp Réka Kinga    | újságíró, civil aktivista | 2014 – 2016    |
| Heilig Gábor       | zenész                    | 2014 – 2016    |

### Korábbi állandó tagok
| Név            | Foglalkozás                  | Részvételi idő  |
| -------------- | ---------------------------- | --------------- |
| Csiszár Jenő   | műsorvezető                  | 1999 – 2000     |
| Verebes István | színész, dramaturg           | 1999 – 2005     |
| Havas Henrik   | műsorvezető, újságíró, tanár | 1999 – 2004     |
| Hernádi Judit  | színésznő                    | 1999 – 2012     |
| Bajor Imre     | színész, humorista           | 1999 – 2014 (†) |
| Alföldi Róbert | színész                      | 2004 – 2007     |
| Hajós András   | zenész                       | 2004* – 2013*   |
| Ábel Anita     | színésznő                    | 2014 – 2016     |

*Hajós 2000-ben olykor helyettesített egy-egy tagot, 2001-ben vendég, majd 2004-2013 között állandó tag volt. Ezután már csak nem-állandó tagként, a Bajor Imréről megemlékező műsorban, valamint 2015-ben két adásban szerepelt. 2020 decemberének végén a PartizánPOP című műsorban a Heti Hetes néhány tagjával együtt szintén megjelent.

### Gyakorta megjelenő, általában helyettesítő vendégek
| Név           | Foglalkozás        |
| ------------- | ------------------ |
| Kéri László   | politológus, tanár |
| Kern András   | színész, humorista |
| Kulka János   | színész            |
| Kuncze Gábor  | politikus          |
| Magyar György | ügyvéd             |
| Szily Nóra    | műsorvezető        |
| Váncsa István | újságíró           |
| Varnus Xavér  | zenész             |

### Alkalmi vendégek és korábban (egy vagy két szezonra) leigazolt tagok
- Bach Szilvia
- Balázsy Panna
- Batiz András
- Básti Juli
- Bihari Viktória
- Bochkor Gábor
- Bodrogi Gyula
- Boros Lajos
- Bródy János
- Buza Sándor
- Cicciolina
- Csapó Gábor
- Dolák-Saly Róbert
- Ernyey Béla
- Éles István
- Falusi Mariann
- Faragó András
- Farkas Bertalan
- Fábry Sándor
- Fiala János
- Fodor János
- Forgács Gábor
- Forró Tamás
- Frech Zoltán
- Friderikusz Sándor
- Galla Miklós
- Ganxsta Zolee
- Gundel Takács Gábor
- Gregor József
- Görög László
- Haumann Péter
- Hofi Géza
- Horváth Zoltán
- Horvát János
- Janicsák István
- Juszt László
- Kabos László
- Kamarás Iván
- Kolláth György
- Koltai Róbert
- Koós János
- Kormos Anett
- Kovács István
- Kőbán Rita
- Krecz Tibor
- Lang Györgyi
- Liptai Claudia
- Lovász László
- Majka
- Markos György
- Mélykúti Ilona
- Nádas György
- Oláh Ibolya
- Pécsi Ildikó
- Rangos Katalin
- Réz András
- Rónai Egon
- Sándor Erzsi
- Sinkó Péter
- Soma
- Selmeczi Tibor
- Székhelyi József
- Szilágyi János
- Szöllősy-Csák Gergely
- Szulák Andrea
- Tereskova
- Timkó Eszter
- Uj Péter
- Ujlaki Dénes
- Ungvári Tamás
- Vadon János
- Vágó István
- Varga Livius
- Winkler Róbert

## A szerkesztőség tagjai
- Ónodi György – főszerkesztő
- György Krisztina – gyártásvezető, felelős szerkesztő
- Juhász Teodóra – felvételvezető
- Kandikó Éva – asszisztens

## Díjak
2000 karácsonya előtt a műsor megkapta a Kamera Hungária közönségdíját „A legkedveltebb televíziós műsor” kategóriában.

## Külső hivatkozások
- A műsor eredeti weboldala (RTL Klub) Archiválva 2008. október 20-i dátummal a Wayback Machine-ben
- A műsor weboldala (RTL II)
- Port.hu adatlap
- Startlap linkgyűjtemény